# Euploea perizonia
Euploea perizonia är en fjärilsart som beskrevs av Hans Fruhstorfer 1910. Euploea perizonia ingår i släktet Euploea och familjen praktfjärilar. Inga underarter finns listade i Catalogue of Life.